# 屯門公路巴士轉乘站

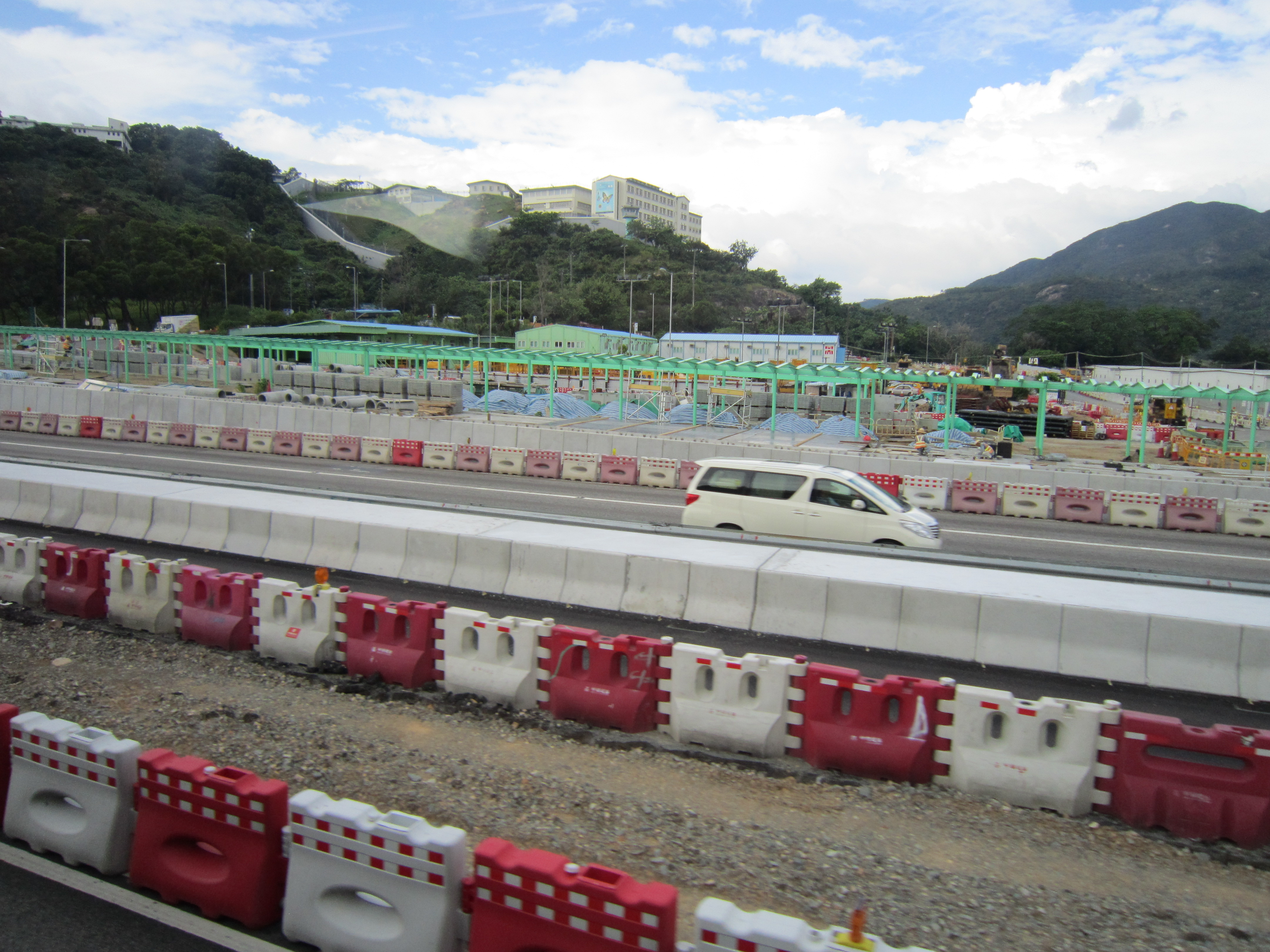
施工期間的屯門公路巴士轉乘站

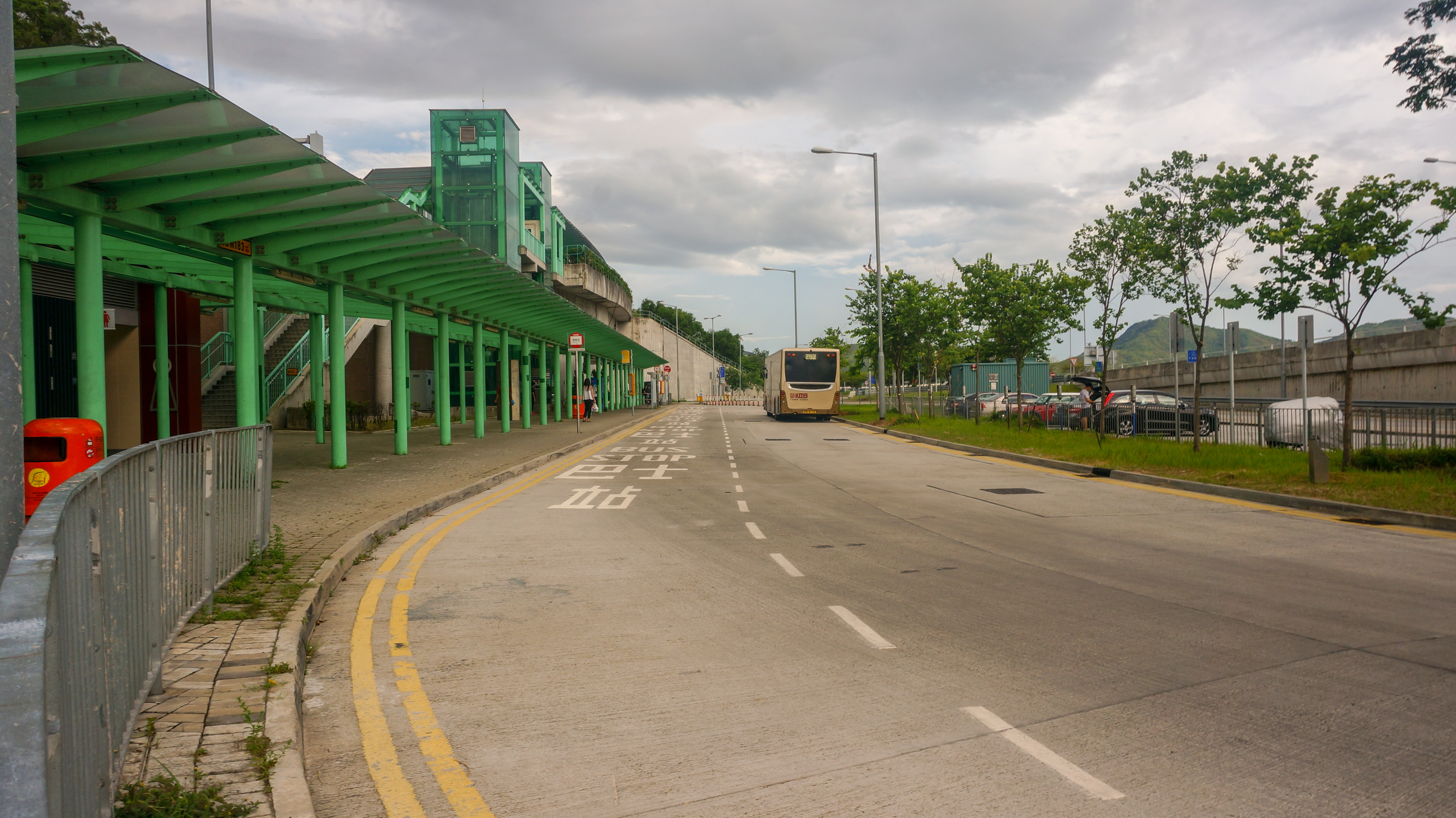
巴士轉乘站下層站位

屯門公路巴士轉乘站（英語：Tuen Mun Road Bus-Bus Interchange），位於香港屯門區屯門公路近大欖涌，往九龍方向的車站位於小欖交匯處近德邦貨倉（大欖涌西岸）22°21′43″N 114°1′0″E / 22.36194°N 114.01667°E，而往屯門方向的車站則位於近青山公路大欖角迴旋處（大欖涌東岸）22°21′28″N 114°1′10″E / 22.35778°N 114.01944°E，為香港首個並非設於收費站的巴士轉乘站。
巴士轉乘站為屯門來往市區的各條路線提供相互轉乘的地方，以方便屯門各區的乘客來往市區各處，亦方便附近大欖涌一帶居民乘搭各條路線來往市區、屯門、元朗和機場；南行（往九龍方向）於2012年12月26日正式啟用，而北行（往屯門方向）則於2013年7月27日正式啟用。
九巴及龍運的舊款報站器播報此站時會分2行顯示「屯門公路」及「轉車站」，英文則分2行顯示及。往九龍方向，由青山公路－大欖段經小欖交匯處進入屯門公路的路線會先繞經大欖再停靠青山公路的轉車站，但途經深井的路線會先停靠青山公路的轉車站才繞經大欖；往屯門方向，所有青山公路路線（N962線除外）均會先停靠此站下層部分才前往大欖。屯門公路由皇珠路至荃灣路一段，為運輸署指定的快速公路。由於快速公路採用全封閉設計，故轉車站範圍前後均有路牌，將轉車站剔出快速公路範圍，容許乘客上落。此站所有部分並非封閉式轉車站，乘客可從此站任何部分來往青山公路 – 大欖段。

## 興建原因
不少屯門區居民投訴無巴士直接前往青衣等地區，故此希望設置此站，以集中客源及開辦路線。

## 記事
- 轉車站在多年前（年份待查）已經開始構思，當時和九巴的其他重組計劃一同提出，但因受到區議會的反對而一直未有落實。
- 2006年11月：政府就「屯門公路重建及改善工程」進行諮詢期間，屯門區議會議員建議在屯門公路闢設巴士轉乘站，以提高巴士網絡的效率。[6]
- 2008年3月14日及9月12日：政府就工程計劃的概念圖則和初步設計諮詢屯門區議會屬下交通及運輸委員會，委員大致贊成擬議道路方案，並希望當局盡早施工。
- 2009年1月16日：屯門公路巴士轉乘站工程刊憲。[7]
- 2010年2月19日：屯門公路巴士轉乘站工程招標。[8]
- 2010年7月15日：屯門公路巴士轉乘站工程動工。[9]
- 2012年8月1日：九巴正式對外公布轉車站的初步計劃。[10][11]
- 2012年12月14日：南行轉車站範圍刊憲劃為只限專營巴士駛入的禁區。[1]
- 2012年12月26日：屯門公路轉車站（南行）啟用，往九龍方向的第一期巴士轉乘計劃開始實施，共涉及9條路線。[12][13][14]
- 2012年12月31日：由於早前61M線只往此站的特別班次被乘客投訴感到混亂，九巴將有關特別班次改名為61U線。[15]
- 2013年1月26日：往九龍方向的第二期巴士轉乘計劃開始實施，額外4條路線增停此站。[16]而61U線取消。
- 2013年5月9日：龍運巴士E33線往機場方向增停此站，為該公司首條使用此站的路線，但初時不設九巴路線轉乘優惠。[17]
- 2013年5月25日：增設「短線互轉短線」（屯門／元朗往來荃灣／葵青區路線）的轉乘優惠。[18][19]
- 2013年6月9日：新界區專線小巴43B線往新墟街市方向增停此站。
- 2013年7月27日：屯門公路轉車站（北行）於屯門公路及青山公路 – 大欖段的兩個站位同時啟用，往屯門方向第一期巴士轉乘計劃開始實施，共涉及18條路線，包括原已停靠九龍方向的所有巴士路線及58P線，九巴52X、53、57M來回程加停屯門公路轉車站。[20]
- 2013年9月28日：屯門公路轉車站第三階段路線重組開始實施，包括加入N260、N962線、屯門往來港島路線（960、961及962系列），增設960及961系列路線互轉短線的轉乘優惠，但962系路線不設新的轉乘優惠。另外會修改68A線的走線、取消或縮減大部分晨中特別路線星期六的班次、以及取消66及263M線。另外，往港島、九龍和沙田方向之所有九巴長途線增設第二次轉乘優惠，轉乘所有九巴長途線後，可以在轉乘第三程時（只限九巴路線）享有優惠。另外，受惠於「長者及合資格殘疾人士公共交通票價優惠計劃」的合資格人士，使用屯門公路轉車站互轉其他九巴路線時（包括其後加停該轉乘站之九巴路線，當中亦包括掃墓特別路線52S，惟不包括P960線），只需繳付第一程車費(即HK$2)。
- 2013年9月30日：復辦61U線，並只於一至五上午行走。
- 2013年10月5日：屯門公路轉車站第四階段路線重組開始實施，九巴59X、67X、258D來回程加停屯門公路轉車站，及增設相關路線互轉短線的轉乘優惠，並重組962系列路線，962線改為平日繁忙時間服務（上午雙向服務，下午往屯門），延長962B線及962X線港島區走線和服務時間，並可以免費互相轉乘，962B線往港島方向增停轉車站。
- 2013年10月12日：屯門公路轉車站第五階段路線重組開始實施，推出龍運巴士E33互轉九巴短線於屯門公路轉車站的轉乘優惠。另外，受惠於第三階段增設第二次轉乘優惠，轉乘龍運巴士E33後，可以在轉乘第三程時,享有與其他龍運、城巴或新大嶼山巴士指定路線的轉乘優惠。
- 2013年10月26日：屯門公路轉車站第六階段路線重組開始實施，推出九巴長途線乘客在轉車站（來回方向）轉乘其它長途路線、短途路線或龍運巴士E33線，均可享有轉乘優惠。
- 2013年10月28日：取消61U線。
- 2013年10月：居民巴士NR758線部分班次往荃灣站方向繞經屯門公路轉車站（往市區方向）。
- 2014年2月16日：R962加入屯門公路轉車站。
- 2014年3月29日：修改63X的走線，改行西九龍走廊，並加入屯門公路轉車站。[21]
- 2014年10月11日：屯門公路轉車站第七階段路線重組開始實施，包括合併66M及66P，屯門段改行青雲路，不經屯門站及屯門市中心及對調60M和61X屯門段走線和總站。66X線來回程加停屯門公路轉車站。另外，削減58P的班次，改為星期一至六18:00-20:00服務，以及加密58M繁忙時間的班次。
- 2015年6月28日：龍運巴士N30線往東涌站方向不經屯門市中心一帶的兩個班次分拆為N30S線，並增設由元朗（東）開出不經屯門市中心一帶直達東涌站的服務，同樣以N30S編號；龍運巴士N30線往元朗（東）方向起點站則縮短至機場（地面運輸中心）；龍運巴士N30P線增設由東涌站往虹橋的服務，依原N30走線行走至虹橋；同日起N30、N30P及N30S三線來回程均試驗加停屯門公路轉車站三個月。[22][23][24]
- 2015年12月8日：N969往天水圍方向的行車路線至青朗公路後改經屯門公路、屯門公路巴士轉乘站、屯門公路、屯喜路、屯門公路、青山公路（藍地、洪水橋、屏山段）後，返回朗天路原有路線。
- 2015年12月19日：59A市區總站由深水埗（欽州街）縮短至葵芳邨，不經美孚、長沙灣及深水埗，並下調收費至$9.4。同時大幅縮減服務時間，平日只提供07:00-16:30往葵芳邨方向，以及10:30-19:30往屯門碼頭方向班次，並削減非繁忙時間班次至60分鐘一班，以及取消星期六及假日的服務。[25]同時新增59X、60X、66X、67X、260X往屯門方向及63X往洪水橋方向由屯門公路轉車站上車分段收費。
- 2015年12月28日：259X投入服務，由龍門居單方向往觀塘碼頭，並途經屯門碼頭、屯門公路轉車站、九龍灣商貿區及觀塘商貿區。[26]
- 2016年1月17日：R960及R961配合2016年渣打馬拉松而開辦，同時加入屯門公路轉車站。
- 2016年8月26日：龍運巴士A33線擴展至全日服務，常規班次改經青山公路 – 青山灣段至青山公路 – 大欖段，並加停此站，班次為60分鐘一班；另設有特快班次行走原有路線，班次為30分鐘一班，並不停靠此站。同年11月19日推出本路線與九巴獨營路線轉乘優惠計劃。
- 2016年10月31日：258X投入服務，由寶田單方向往觀塘碼頭，並途經大興、山景、屯門公路轉車站、九龍灣商貿區及觀塘商貿區。[27]
- 2016年12月30日：259X線週一至五下午開出兩班由觀塘碼頭單向往屯門（龍門居）的服務 。
- 2018年1月8日：962E線開辦，星期一至五上午開往一班由掃管笏（星堤）開往太古（康怡廣場）班次，以及星期一至五下午由鰂魚涌開出一班往掃管笏（星堤）回程班次，並途經小欖、此站、青龍頭、深井、天后、炮台山及北角（東行途經電氣道、渣華道，西行途經英皇道）。
- 2018年4月9日：263A線開辦，星期一至五上午由屯門站開往香港科學園班次，以及星期一至五下午由香港科學園往屯門站回程班次。
- 2018年6月25日：252線投入服務，由此站來往掃管笏，成為首條以此站作為總站的全日路線。
- 2018年8月31日，根據《吸煙（公眾衛生）條例》，在此轉乘站正式落實全面禁煙，任何人不得在此範圍內吸煙或攜帶燃着的香煙、雪茄或煙斗，違例者可被定額罰款HK$1,500。
- 2018年9月18日：N252線投入服務，由美孚開往三聖。
- 2019年5月2日：263C線開辦，星期一至五上午由屯門站開往大埔中心班次，以及星期一至五下午由大埔中心往屯門站回程班次,2020年8月3日起延長至大埔工業邨。
- 2019年5月2日：61A線開辦。
- 2020年4月14日：A33P、A33X臨時加停屯門公路轉車站。[28]
- 2020年12月28日：E33、E33P、A33X、NA33改經屯門至赤鱲角連接路，不再途經屯門公路，A33改以此站作為屯門區總站，A33P取消服務，由新開辦的A34所取代。[29]
- 2021年6月20日：N30改經屯門至赤鱲角連接路[30]，不再途經屯門公路，N30P、N30S取消服務。
- 2021年7月18日：P960線開辦。
- 2021年8月16日：N969往銅鑼灣方向的行車路線至朗天路後改經青山公路（屏山、洪水橋、藍地段）、屯發路、屯門公路、屯發路、屯門公路、屯門公路巴士轉乘站、屯門公路，返回青朗公路原有路線。
- 2021年9月13日：
  - 961S線開辦。
  - 960C、960P、960S、961P線港島總站延長至銅鑼灣（維園）。
  - 962A往金鐘方向不停屯門公路轉車站，962G、X962往屯門方向加停屯門公路轉車站。
- 2021年10月1日：52S線開辦。
- 2021年12月13日：259E線加停屯門公路轉車站。
- 2021年12月19日：
  - 62X屯門總站延長至兆康站，來回程加停屯門公路轉車站，增設屯門公路轉車站往兆康站分段收費
  - 259D全日不再途經豐景園、安定邨、友愛邨及屯門市中心。
- 2022年5月3日：259S線開辦。
- 2022年6月26日：66M線荃灣總站延長至荃灣（如心廣場）[31]。
- 2022年7月4日：61P線開辦[32]。
- 2022年7月11日[33]：
  - 960B線新界總站遷往建生，改經豐景園、安定邨、友愛邨、屯門市中心、屯門市中心及田景邨，並增設上午往港島方向班次。
  - 960X線增設下午回程班次，取代原有960B線下午回程班次。
- 2022年7月17日：67A線開辦[34]。
- 2022年7月18日：50、55線開辦[35]。
- 2022年7月25日：962系列路線將會實施重組服務，並分拆為952系列路線[36]：
  - 962B線更改編號為952線
  - 962E線更改編號為952C線
  - 962S線更改編號為952P線
  - 962N線更改編號為N952線
- 2022年9月4日：961線於每日06:30至09:00由山景開出及18:00至21:30由灣仔開出之班次繞經銅鑼灣。
- 2022年9月26日：950線開辦。
- 2022年11月14日：263B線開辦。
- 2022年11月21日：955線開辦。
- 2023年4月11日：960C、960P、960S增設下午回程班次。
- 2023年5月8日：N960線開辦。
- 2023年5月29日：252線改以循環線形式運作。
- 2023年12月18日：N50線開辦。[37]

## 功能
- 讓乘客更方便轉乘現有的長途巴士路線；
- 為短途線接駁長途線的乘客提供轉乘優惠，令交通費總額不會有所增加；
- 重新分配現有巴士資源，以盡量提高巴士網絡效率，並減低資源重疊的情況。

## 設備

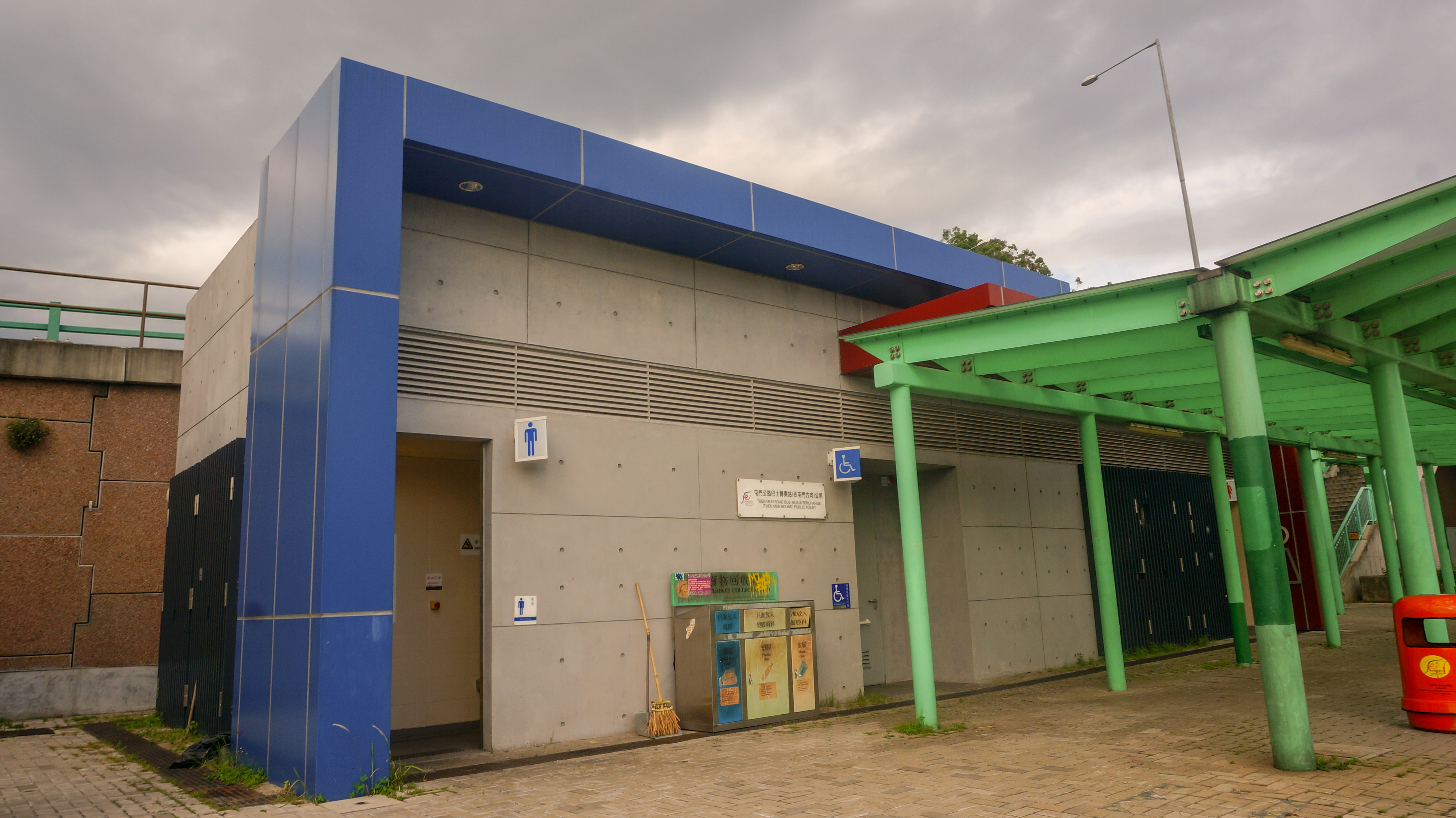
轉車站屯門方向下層的永久公廁現已啟用

- 有蓋候車亭
- 電子路線顯示
- 交通實況螢幕
- 九巴首創衛星定位系統巴士到站時計
- 免費15分鐘Wi-Fi[38]
- 流動式洗手間
- 飲品及零食販賣機
- 站長宿舍及員工休息室
- 垃圾桶
- 升降機
- 樓梯
- 停車咪錶
- 泊車車位
- 永久公共洗手間
- 便利店

## 轉乘安排

### 2012年
第一階段
第一階段在2012年12月26日隨南行轉車站啟用實施，乘坐59M、61M、67M及68A線往荃葵青方向的乘客，可以在南行轉車站（或其他可接駁第二程車程的分站）轉乘60X、61X、259D、260X及263線往九龍或沙田方向。
使用68A線轉乘其他路線的優惠只適用於洪水橋或之後上車的乘客，若乘客於朗屏至大道村一帶分站上車，轉乘時需多付$0.6。
在2012年12月31日，九巴開辦61U線單向前往轉車站，因此轉乘計劃加入此路線。61U線已於2013年1月26日取消服務。
第二階段
第二階段在2013年1月26日實行，南行轉乘計劃路線加入58M、60M、66M及66P線。

### 2013年
第一階段
第一階段在2013年5月25日實施，當日起南行各條短途線均可相互轉乘，乘客只須補付第一程與第二程之間的差價，若第二程票價低於第一程，則免費轉乘。
第二階段
第二階段於7月27日隨北行轉車站啟用實施，轉乘安排包括：
- 轉乘計劃路線加入52X、53、57M線，原有轉乘計劃路線加停北行轉車站

往屯門／洪水橋／天水圍／元朗方向，可在北行轉車站（或其他可接駁第二程車程的分站）享有以下優惠：
- 九巴長途線免費轉乘荔景／葵芳／荃灣短途線
- 九巴荔景／葵芳／荃灣短途線轉乘53及68A補往元朗收費的差價
- 九巴荔景／葵芳短途線之間免費互轉、免費轉乘荃灣短途線或長途線
- 九巴長途線之間免費互轉、免費轉乘荔景／葵芳／荃灣短途線或補HK$0.6轉乘53及68A
- 九巴荃灣短途線之間免費互轉、補第二程差價轉乘荔景／葵芳短途線或補HK$0.7轉乘九巴長途線
- 53及68A免費互轉、免費轉乘荔景／葵芳／荃灣短途線或長途線

第三階段
第三階段於2013年9月28日實施，安排包括：
- 加入N260、N962線、屯門往來港島路線（960、961及962系列），其中960及961系列路線可以補差價方式與短途線轉乘
- 屯門、洪水橋往來港島、九龍和沙田之所有九巴長途線增設第二次轉乘優惠，乘客轉乘參與計劃的所有九巴長途線後（往港島、九龍和沙田方向），可以在轉乘第三程路線時享有轉乘優惠；自其他路線轉乘 往屯門、洪水橋方向的九巴長途線時，亦可以享有轉乘優惠:（例如任何短途線/任何其他長途線（10月26日前只限往屯門、洪水橋方向）←→960/961←→968），此舉亦令需要利用263作為第二程車程接駁第一和第三程車程乘客的權益更有保障
- 修改68A線的走線，改經德士古道往來青衣，不經葵涌及荃灣路
- 取消或縮減大部分晨早特別路線星期六的班次
- 取消66及263M線
- 提供66M和234X轉乘優惠
- 受惠於「長者及合資格殘疾人士公共交通票價優惠計劃」的合資格人士，使用屯門公路轉車站時，只需繳付第一程車費（即$2）

第四階段
第四階段於10月5日實施，安排包括：
- 重組962系列路線，962線改為平日繁忙時間服務（上午雙向服務，下午往屯門），延長962B線及962X線港島區走線和服務時間，並可以免費互相轉乘，962B線往港島方向增停轉車站
- 加入59X、67X及258D線

第五階段
第五階段於10月12日實施，當日起推出龍運巴士E33於屯門公路轉車站的轉乘優惠，第二程減收$4.0。
同時，受惠於9月28日增設的第二次轉乘優惠措施，乘客轉乘龍運巴士E33後，可以在轉乘第三程給予轉乘優惠給前述給E33的其他龍運、城巴或新大嶼山巴士路線時，享有轉乘優惠
第六階段
第六階段於10月26日實施，安排包括：
- 以九巴長途線作為第一程在轉車站（或其他可接駁第二程車程的分站）（往市區／北大嶼山方向）轉乘其它長途路線或短途路線，均可享有轉乘優惠
- 取消61U線

### 2014年
第一階段
第一階段於3月29日實施，安排包括：
- 加入63X線，並修改其走線，九龍段改經西九龍走廊往來美孚及旺角（往洪水橋方向，旺角至美孚一段於每日早上7點前和晚上10點後開出之班次改經塘尾道和荔枝角道，中途不停站），不經長沙灣道及太子，並可以補差價方式轉乘

第二階段
第二階段計劃於10月11日實施，安排包括：
- 合併66M及66P，屯門段改行青雲路，不經屯門站及屯門市中心
- 加入66X線
- 對調60M和61X屯門段走線和總站
- 削減58P的班次，改為星期一至六18:00-20:00服務，以及加密58M繁忙時間的班次

### 2015年
第一階段
第一階段計劃於6月28日實施，安排包括：
- 加入N30系列

第二階段
第二階段計劃於12月8日實施，安排包括：
- 修改N969線往天水圍方向的走缐，改行屏廈路、洪天路、青山公路、屯門公路、屯喜路及屯門公路，並加入屯門公路轉車站及於屯門區內停站

第三階段
第三階段計劃於12月19日實施，安排包括：
- 削減59A班次，並缩短其走線，將總站遷往葵涌道葵芳邨，並改為只在星期一至五上下午繁忙時間提供單向定點服務，非繁忙時間班次則縮減至60分鐘一班
- 提供59M與234X轉乘優惠
- 新增59X、60X、66X、67X、260X往屯門方向及63X往洪水橋方向由屯門公路轉車站上車分段收費
- 取消59S線（於12月21日實施）

第四階段
第四階段計劃於12月28日實施，安排包括：
- 修改259B行車路線及取消回程服務，並增設由屯青里起的分段收費
- 削減259C及259E的服務
- 開辦259X，由龍門居／屯門公路轉車站單向往九龍灣商貿區及觀塘碼頭，不停龍翔道各站，初時只於星期一至五上午行走

### 2016年
第一階段
第一階段於1月11日實施，安排包括：
- 加強962S線的服務，星期一至五的班次增加至六班

第二階段
第二階段計劃於8月20日實施，安排包括：
- 63X線全日行走西九龍走廊，即凌晨及晚上較後時分往洪水橋的班次不再駛經塘尾道及荔枝角道
- 68A線往青衣站方向加停洪天路洪福邨

第三階段
- 提升A33線至全日行走，改經青山公路 – 青山灣段至青山公路 – 大欖段，並加停此站，提供60分鐘一班的服務；同時全日提供30分鐘一班的特快班次，行走原有路線，並不停靠此站

（特快班次於2017年1月9日獨立為A33X線，並於2020年4月14日起臨時試行停靠此站）
第四階段
第四階段計劃於10月31日實施，安排包括：
- 加強258P線服務，星期一至五增加至六班車
- 開辦258X線，由寶田單向往觀塘碼頭，只於週一至五早上繁忙時間開出一班，經此站（近青山公路站位）直達九龍灣商貿區及觀塘商貿區
- 取消267S線
- 開辦267X線，由兆康苑單向往藍田站的服務，只於週一至五早上繁忙時間開出一班，但不停靠此站

### 已擱置計劃
官方曾經提出的計劃，但因區議會的反對或財政問題而擱置
- 加入58X、59A、252B及K51線（運輸署已擱置有關建議）[來源請求]
- 削減67M線的班次，改為上下午繁忙時間提供單向定點服務，並於非繁忙時間改以小欖（落客站）和大欖角（登車站）的轉車站為總站作雙向服務
- 縮減57M線服務，總站由荔景（北）縮短至葵芳邨，並分階段改為只於逢星期一至五繁忙時間提供繁忙班次單向服務（上午往葵芳，下午往屯門）（首階段：取消星期一至五晚間、星期六、日及假日全日之服務，星期一至五：上午繁忙時間班次只由山景→葵芳邨，下午繁忙時間班次只由葵芳邨→山景，另維持日間非繁忙時間每小時一班雙向服務；次階段：取消日間非繁忙時間之服務）
- 新增259D早上往九龍灣商貿區及觀塘碼頭的特別班，並加入屯門公路轉車站(此改動已由2015年開辦的259X線繞經轉車站取代)
- 加強66M、67M、67X、258D、260X及961P線的服務

## 站位分佈

### 屯門公路往荃灣／九龍方向
| 排位分佈（由屯門公路東行線進入，由前至後） | 排位分佈（由屯門公路東行線進入，由前至後）   | 排位分佈（由屯門公路東行線進入，由前至後）                                 | 排位分佈（由屯門公路東行線進入，由前至後）                                                        |
| 編號                                       | 巴士路線                                     | 途經地點                                                                   | 目的地                                                                                            |
| ------------------------------------------ | -------------------------------------------- | -------------------------------------------------------------------------- | ------------------------------------------------------------------------------------------------- |
| A1                                         | 263、263B                                    | 城門隧道轉車站                                                             | 263：沙田站 263B：火炭（山尾街）                                                                  |
| A1                                         | 263A                                         | 沙田第一城及大學站                                                         | 香港科學園                                                                                        |
| A1                                         | 263C                                         | 香港科學園、白石角、廣福邨及大埔中心、大埔工業邨                           | 香港教育大學                                                                                      |
| A2                                         | 61X                                          | 黃大仙、新蒲崗、九龍城及土瓜灣                                             | 九龍城碼頭                                                                                        |
| A2                                         | 62X、258D、259D                              | 黃大仙、新蒲崗、九龍灣、牛頭角、觀塘市中心及藍田 62X、259D：油塘           | 258D：藍田站 62X、259D：鯉魚門邨                                                                  |
| A3                                         | 59X、66X、67X                                | 美孚、長沙灣及深水埗 66X：大角咀                                           | 59X、67X：旺角東站 66X：奧運站                                                                    |
| A3                                         | 60X、63X                                     | 美孚、旺角及油麻地 60X：長沙灣、深水埗                                     | 佐敦（西九龍站）                                                                                  |
| A3                                         | 260X                                         | 西九龍站、佐敦及尖沙咀                                                     | 紅磡站                                                                                            |
| A4                                         | 68A                                          | 荃灣市中心                                                                 | 青衣站                                                                                            |
| A4                                         | 960、960C、960P、960S、961、961P、961S、N960 | 西區海底隧道、上環、中環、金鐘及灣仔 960C、960P、960S、961P、961S：銅鑼灣  | (N)960：會展站 961：灣仔（香港會議展覽中心） 960C、960P、960S、961P、961S：銅鑼灣（維多利亞公園） |
| A5                                         | 57M、58M、67A、67M                           | 荃灣市中心及南葵涌                                                         | 57M：荔景（北） 58M、67M：葵芳站 67A：葵翠邨                                                      |
| A5                                         | 960B、960X、P960                             | 西區海底隧道 960B、960X：北角及鰂魚涌 P960：上環、中環、金鐘、灣仔及銅鑼灣 | 960B、960X：鰂魚涌（英皇道） P960：會展站                                                         |
| A6                                         | 59M、60M、66M、259E                          | 59M、60M、259E：荃灣站 66M：荃灣（如心廣場）                               | 59M、60M、259E：荃灣站 66M：荃灣（如心廣場）                                                      |
| A7 （城巴路線）                            | 50、N50                                      | 旺角、油麻地及尖沙咀                                                       | 九龍站                                                                                            |
| A7 （城巴路線）                            | 55                                           | 黃大仙、九龍灣商貿區及觀塘商貿區                                           | 觀塘碼頭                                                                                          |
| A7 （城巴路線）                            | 950、962X、N969                              | 西區海底隧道、上環、中環、金鐘及灣仔 962X、N969：銅鑼灣                    | 950：會展站 962X、N969：銅鑼灣（摩頓台）                                                          |
| A7 （城巴路線）                            | 955                                          | 西區海底隧道、北角、鰂魚涌及太古城                                         | 西灣河                                                                                            |
| A8                                         | N260                                         | 荃灣市中心、南葵涌及葵涌交匯處                                             | 美孚                                                                                              |

### 青山公路往荃灣／九龍方向
| 排位分佈（由青山公路進入，由前至後） | 排位分佈（由青山公路進入，由前至後） | 排位分佈（由青山公路進入，由前至後）                                                   | 排位分佈（由青山公路進入，由前至後）          |
| 編號                                 | 巴士路線                             | 途經地點                                                                               | 目的地                                        |
| ------------------------------------ | ------------------------------------ | -------------------------------------------------------------------------------------- | --------------------------------------------- |
| A14 （公眾上落客區）                 | A33                                  | 黃金海岸、三聖邨、置樂花園、屯門赤鱲角隧道及機場                                       | 機場（地面運輸中心）                          |
| A14 （公眾上落客區）                 | 專線小巴43B線                        | 黃金海岸、三聖邨、置樂花園、屯門市中心及屯門站                                         | 新墟街市                                      |
| A14 （公眾上落客區）                 | 居民巴士NR758線                      | 落客站                                                                                 | 落客站                                        |
| A13 （城巴路線）                     | 952、952P、962、N952、N962           | 西區海底隧道、上環、中環、金鐘、灣仔及銅鑼灣                                           | 銅鑼灣（摩頓台）                              |
| A13 （城巴路線）                     | 952C                                 | 西區海底隧道、炮台山、北角、鰂魚涌                                                     | 太古（康怡廣場）                              |
| A12                                  | 52P、52X、53                         | 青龍頭及深井 52P、52X：美孚、長沙灣、深水埗、旺角及大角咀 53：汀九、油柑頭及荃灣市中心 | 52P、52X：旺角（柏景灣） 53：荃灣（如心廣場） |
| A11                                  | 61A                                  | 落客站                                                                                 | 落客站                                        |
| A11                                  | 61M                                  | 荃灣市中心及南葵涌                                                                     | 荔景（北）                                    |
| A11                                  | 61P                                  | 荃灣（如心廣場）                                                                       | 荃灣站                                        |
| A10                                  | 52S                                  | 落客站                                                                                 | 落客站                                        |
| A10                                  | 258X、259S、259X                     | 九龍灣商貿區及觀塘商貿區                                                               | 觀塘碼頭                                      |
| A9                                   | 252                                  | 大欖涌                                                                                 | 屯門公路巴士轉乘站（往屯門方向）              |

### 屯門公路往屯門／元朗方向
| 排位分佈（由屯門公路西行線進入，由前至後） | 排位分佈（由屯門公路西行線進入，由前至後） | 排位分佈（由屯門公路西行線進入，由前至後）                                                                                     | 排位分佈（由屯門公路西行線進入，由前至後）                                                        |
| 編號                                       | 巴士路線                                   | 途經地點 | 目的地                                                                                            |
| ------------------------------------------ | ------------------------------------------ | --- | ------------------------------------------------------------------------------------------------- |
| B1                                         | 62X                                        | 兆麟苑、安定邨、友愛邨、屯門市中心、新墟及景峰花園                                                                             | 兆康站（南）                                                                                      |
| B1                                         | 63X、68A、960A、960C、960P、960X           | 屯門市中心、新墟及紅橋 960A、960C、960X：良景邨、田景邨、兆康苑及富泰邨 63X、68A：藍地及洪水橋 68A：洪福邨、屏山及元朗廣場     | 63X、960A：洪水橋（洪福邨） 960C：屯門（富泰邨） 960P、960X：洪元路（洪福邨） 68A：元朗（朗屏邨） |
| B1                                         | 67A、67M、67X、960S                        | 華都花園、景峰花園及富泰邨 67A：兆康苑、菁田邨及和田邨                                                                         | 67A：屯門（寶田邨） 67M、67X：屯門（兆康苑） 960S：屯門（富泰邨）                                 |
| B2                                         | 66M、66X、258D、258X                       | 青雲路及山景邨 258D、258X：大興邨、良景邨及田景邨                                                                              | 66M、66X：屯門（大興邨） 258D、258X：屯門（寶田邨）                                               |
| B2                                         | 57M、960B、961                             | 屯門市中心及新墟 960B、961：兆麟苑、安定邨及友愛邨 57M：業旺邨 960B：良景邨及田景邨                                            | 57M、961：屯門（山景邨） 960B：屯門（建生邨）                                                     |
| B3                                         | 58M、58P、260X、960                        | 建生邨、寶田邨、良景邨及田景邨 960：大興邨 58M、260X、960：屯門市中心、新墟及紅橋                                              | 58M：屯門（良景邨） 58P：屯門（田景邨） 260X：屯門（寶田邨） 960：屯門（建生邨）                  |
| B4                                         | 59M、59X、259D、259X                       | 59X、259D、259X：湖景邨 259D、259X：屯門碼頭                                                                                   | 59M、59X：屯門碼頭 259D、259X：屯門（龍門居）                                                     |
| B5                                         | 60M、263、263A、263B、263C                 | 兆麟苑、安定邨、友愛邨及屯門市中心                                                                                             | 屯門站                                                                                            |
| B5                                         | 60X、61X                                   | 兆麟苑、安定邨及友愛邨 | 屯門市中心                                                                                        |
| B6                                         | 九巴落客站                                 | 九巴落客站 | 九巴落客站                                                                                        |
| B7                                         | 九巴落客站                                 | 九巴落客站 | 九巴落客站                                                                                        |
| B8 （城巴路線）                            | 50、55、N50、950、955                      | 新墟、紅橋、兆康苑及和田邨 N50：屯門市中心                                                                                     | 屯門（菁田邨）                                                                                    |
| B8 （城巴路線）                            | 962G、962X、N962、X962                     | 湖景邨及屯門碼頭 N962：黃金海岸、青山灣及三聖邨 962X：置樂花園                                                                 | 962X、N962、X962：屯門（龍門居） 962G：屯門（悅湖山莊）                                           |
| B8 （城巴路線）                            | N969                                       | 屯門市中心、新墟、紅橋、藍地、洪水橋、屏山、天水圍（全區）                                                                     | N969：天水圍市中心                                                                                |
| B9                                         | N260、N960、P960                           | 屯門市中心、新墟、紅橋、建生邨、良景邨、田景邨及寶田邨 N960、P960：大興邨 N260：兆麟苑、安定邨、友愛邨、兆康苑、山景邨及龍門居 | N260：屯門碼頭 N960：屯門（建生邨） P960：兆康站（北）                                            |

### 青山公路往屯門／元朗方向
| 排位分佈（由青山公路進入，由前至後） | 排位分佈（由青山公路進入，由前至後） | 排位分佈（由青山公路進入，由前至後） | 排位分佈（由青山公路進入，由前至後）                         | 排位分佈（由青山公路進入，由前至後） |
| 編號                                 | 巴士路線                             | 途經地點 | 目的地                                                       |                                      |
| ------------------------------------ | ------------------------------------ | --- | ------------------------------------------------------------ | ------------------------------------ |
| C1 （只於清明及重陽節期間使用）      | 52S                                  | 龍鼓灘 | 曾咀                                                         |                                      |
| C2                                   | 252                                  | 愛琴海岸及掃管笏路 | 掃管笏                                                       |                                      |
| C3                                   | N252                                 | 愛琴海岸、掃管笏路及黃金海岸 | 屯門（三聖邨）                                               |                                      |
| C4 （城巴路線）                      | 952、952C、962、N952                 | 952、962、N952：黃金海岸、青山灣及三聖邨 952C、N952：愛琴海岸及掃管笏路 962：湖景邨及屯門碼頭                                               | 952、N952：屯門（置樂花園） 952C：掃管笏 962：屯門（龍門居） |                                      |
| C5                                   | 52X、53、61M、61P                    | 黃金海岸、三聖及置樂花園 53：華都花園、景峰花園、富泰邨、藍地、廈村、天水圍站、屏山及元朗大馬路 61M：兆麟苑及安定邨 61P：愛琴海岸及掃管笏路 | 52X：屯門市中心 53：形點I 61M：友愛 (南） 61P：掃管笏        |                                      |

## 未來發展
- 258P提升至全日服務

## 使用狀況
根據運輸署的《屯門公路巴士轉乘站使用情況報告及重組建議》，在重組路線後，使用轉車站往九龍方向為約8000人次，往屯門方向則約12000人次。
| 日期      | 往九龍方向 | 往屯門方向 | 資料來源 |
| --------- | ---------- | ---------- | -------- |
| 2014年2月 | 8,000      | 12,000     | [ 39 ]   |
| 2015年2月 | 10,000     | 14,000     | [ 40 ]   |
| 2016年尾  | 16,000     | 23,000     | [ 41 ]   |
| 2018年    | 42,000     | 42,000     | [ 42 ]   |
| 2022年    | 16,000     | 21,000     | [ 43 ]   |

## 爭議
- 有地區組織[谁？]認為，屯門公路轉車站啟用後當局勢必重組屯門區對外巴士路線，從而令服務減少，犧牲屯門居民的利益，同時會在轉車時浪費更多的交通時間。
- 有巴士迷在討論區討論[44]，指路線重組可能出現乘客量和班次的錯配。例如有大量乘客分別從屯門兩地前往旺角、油麻地及觀塘，初期卻只有一條長途路線（60X、61X、259D及260X），可能造成乘客在轉車站等候多時仍未能上車。直至在2013年7月29日在52X、2013年10月5日在59X、67X及258D、2014年3月29日在63X及2014年10月11日在66X於屯公轉車站停站後，情況有所改善。
- 部份路線轉乘組合的目的地，在其他地方轉車前往比在屯公轉車站轉乘為便宜（以前往沙田作例子，59M線在荃灣轉乘49X線總車資為$8.4+$8.1-$4.2=$12.3，但在屯公轉車站轉乘263線總車資則為$14.8）；前往深水埗方面，乘搭59M線於荃灣轉乘234X線只須付$11.5，但於屯公轉車站轉乘52X線需付$12.8）。
- 轉乘計劃推行初期一直不設短途線（即往來荃灣、葵青區路線）轉乘短途線的優惠，令乘客未能更全面地受惠。終於運輸署在2013年3月12日於屯門區議會網頁公佈《屯門公路巴士轉乘站(往屯門方向啓用後)的交通及運輸安排》文件，擬在屯門公路轉車站全面啟用後，增加短途線轉乘短途線的優惠。最終短途線轉乘短途線的優惠於同年5月25日起實施。[18]
- 由於九巴已表明，屯公轉車站一律不能連續享有轉乘優惠（263線除外，因為城門隧道巴士轉車站屬封閉式轉車站，採用分段收費轉車模式，並非採用一般補差價轉車模式），及屯公轉車站不設額外分段收費（後期於2015年12月19日增設59X、60X、63X、66X、67X、260X往屯門或洪水橋之分段收費)，因此勢必削弱了屯門公路轉車站（往屯門方向）的使用情況，轉乘客或會傾向繼續於屯門區內以輕鐵或港鐵巴士作接駁（包括乘搭E33線而且需要轉車的乘客）。九巴會研究在屯公轉車站往屯門方向加設額外分段收費的可行性（263線除外）。於2013年8月17日，北區路線重組，所有北區區內外路線加設第三程轉乘優惠，亦在8月24日和26日，對「長者及合資格殘疾人士公共交通票價優惠計劃」的合資格人士的轉乘優惠微調，改為只需繳付第一程車費(即HK$2)，最終九巴於2013年9月28日增加往返港島、九龍及沙田的第二次轉乘優惠，再於同年10月12日和26日分別增加往返北大嶼山的第二次轉乘優惠和「長者及合資格殘疾人士公共交通票價優惠計劃」轉乘優惠，「長者及合資格殘疾人士公共交通票價優惠計劃」的合資格人士，使用屯門公路轉車站時，只需繳付第一程車費。

一眾屯門區議員
- 屯門公路轉車站上蓋只以一塊透光膠板製成，加上轉車站並不提供風扇及空調等通風設備，導致於夏季受陽光照射時，轉車站室內的溫度上升，因此有傳媒報導有關問題[46]，而後來有關方面將往九龍方向轉車站其中一面更換為有阻擋光線功能的透光膠板以紓緩轉車站室內高溫問題。
- 若因屯門公路發生交通事故導致嚴重擠塞而需改道行駛的龍運巴士機場路線（E33），或會因為要停靠此轉乘站而失去改道的可能性，或會導致行車時間大大增加，使乘客遲到及無法按時回車。[47]此問題已於2020年12月28日，E33線改經屯門至赤鱲角連接路[48]，不停此站後消失。

## 外部連結
- 屯門公路巴士轉乘站 （页面存档备份，存于），路政署
- 香港巴士大典上的相关条目：屯門公路轉車站